# Peugeot D3
Der Peugeot D3 (später D4) ist ein Transporter der Marke Peugeot und wurde von 1946 bis 1965 hergestellt. Als Motor wurde der aus den Pkw-Modellen Peugeot 202 und 203 eingesetzt.

## Geschichte

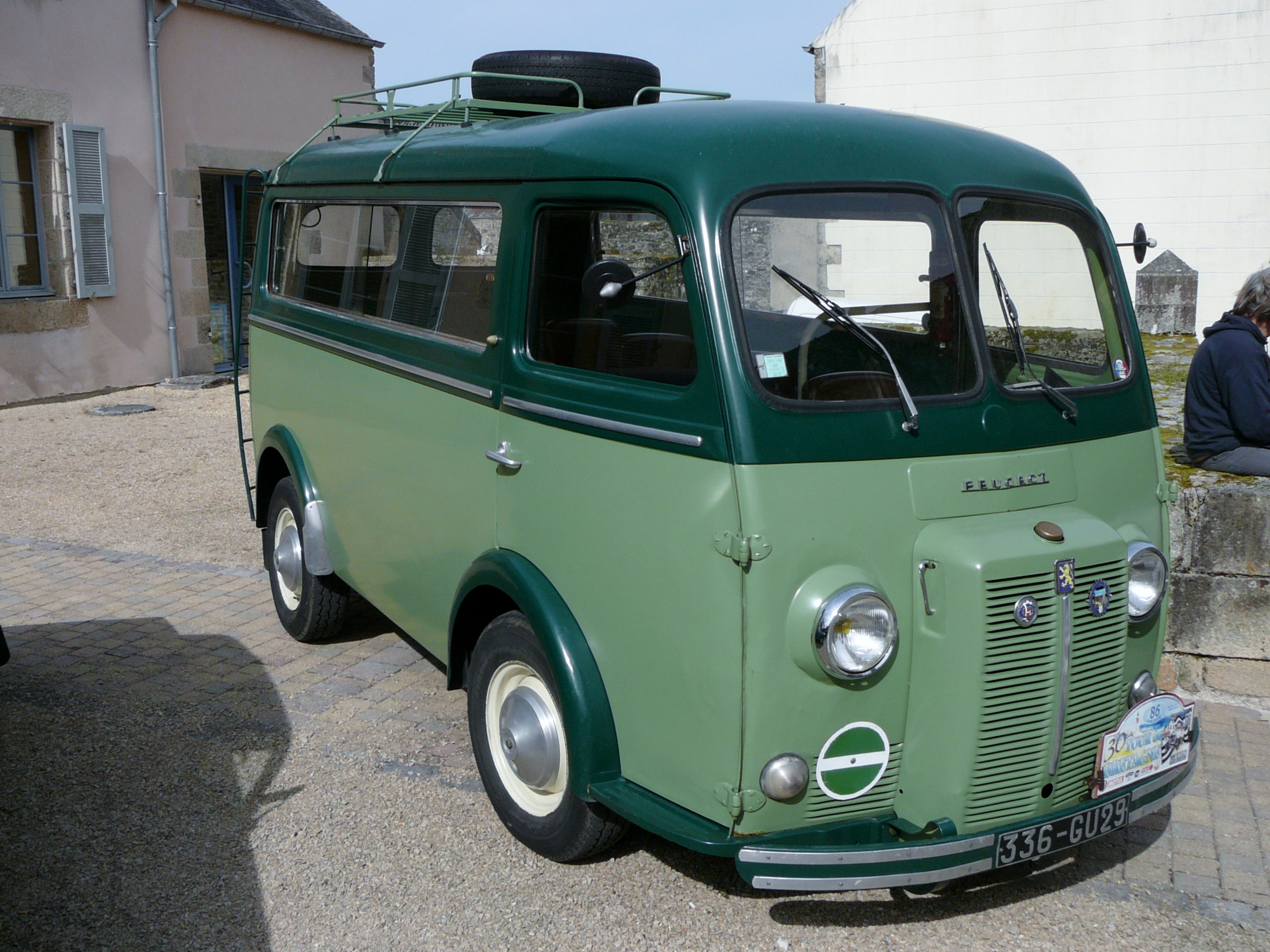
Peugeot D4

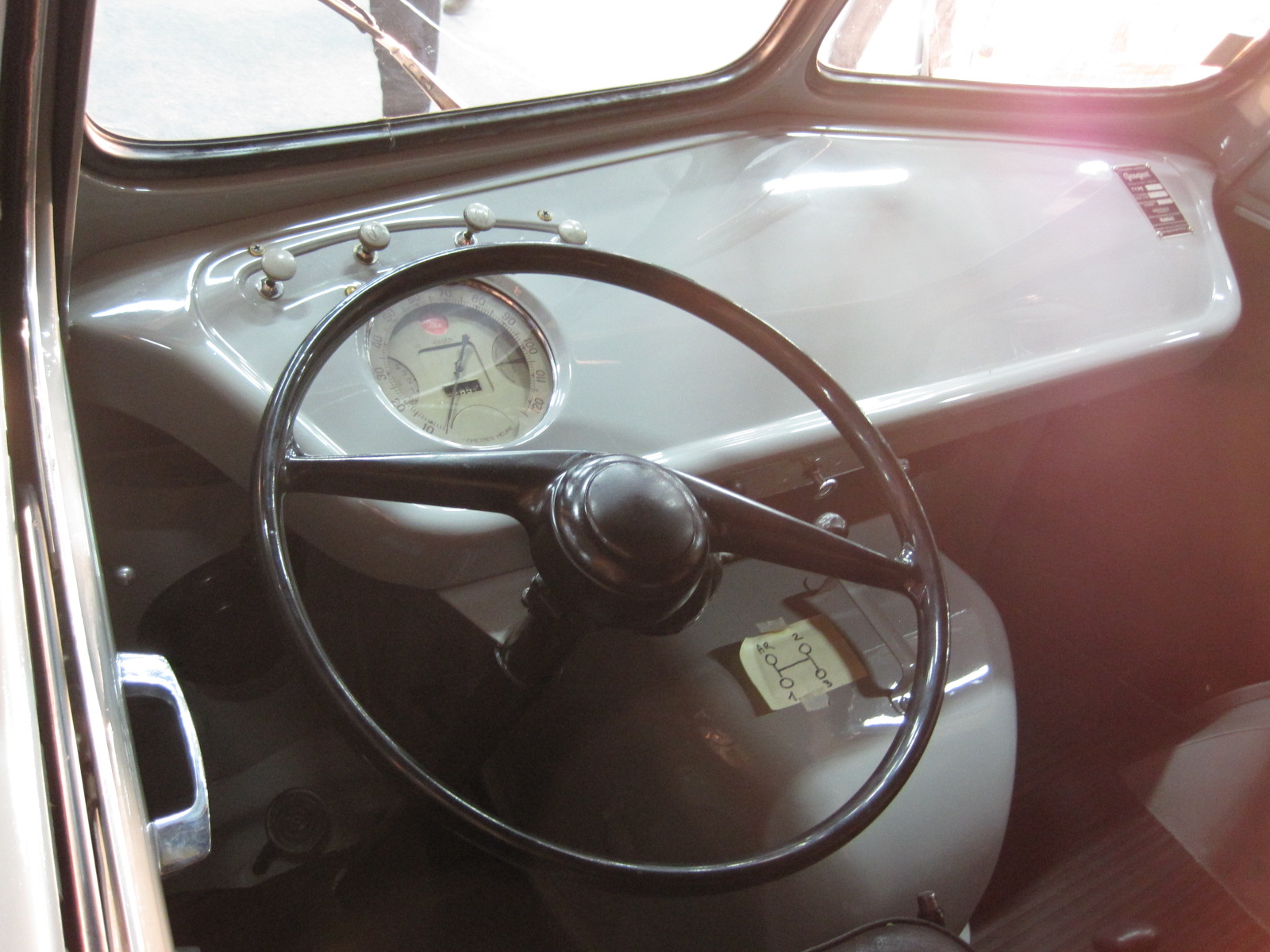
Armaturenbrett Peugeot D3A

Die Wurzeln des Peugeot D3 liegen im bereits in den späten 1930er Jahren von Chenard & Walcker entwickelten Lieferwagentyp T60 und dessen unterschiedlich motorisierten Nachfolgern CHE, CH65 und 66B. Das Unternehmen Chausson, seit 1936 Partner von Chenard & Walker, entwarf eine modernisierte Karosserie.
Die Urversion hatte einen wassergekühlten Motor mit 1021 cm³ Hubraum und 19 kW (26 PS) Leistung sowie eine maximale Zuladung von 1500 kg. Das Leergewicht wird mit 1400 kg angegeben. 1947 kam ein stärkerer Motor aus dem Peugeot 202 mit 1133 cm³ Hubraum und 22 kW (30 PS) Leistung hinzu, der eine Front mit angepasster Kühlermaske erforderte. Ein Jahr danach baute man den 1290 cm³ großen Motor aus dem Peugeot 203 ein, der zwei PS mehr leistete als der aus dem 202.
1950 übernahm Peugeot Chenard & Walker und löste mit dem jetzt als Peugeot D3A umbenannten Lieferwagen den zuvor produzierten Peugeot Q3A ab.
Erst 1952 kam ein Motor mit 29 kW (40 PS) Leistung. Bei diesem Schritt wurde die Modellbezeichnung auf Peugeot D3B geändert.
1955 wurde der D3B dann durch die zweite Generation des Modells, den Peugeot D4, ersetzt, der bis 1965 gefertigt und mit Motorisierungen von 45 und 50 PS angeboten wurde. Ab 1959 gab es den D4 auch mit einem Dieselmotor.